# ネストゥッカ湾

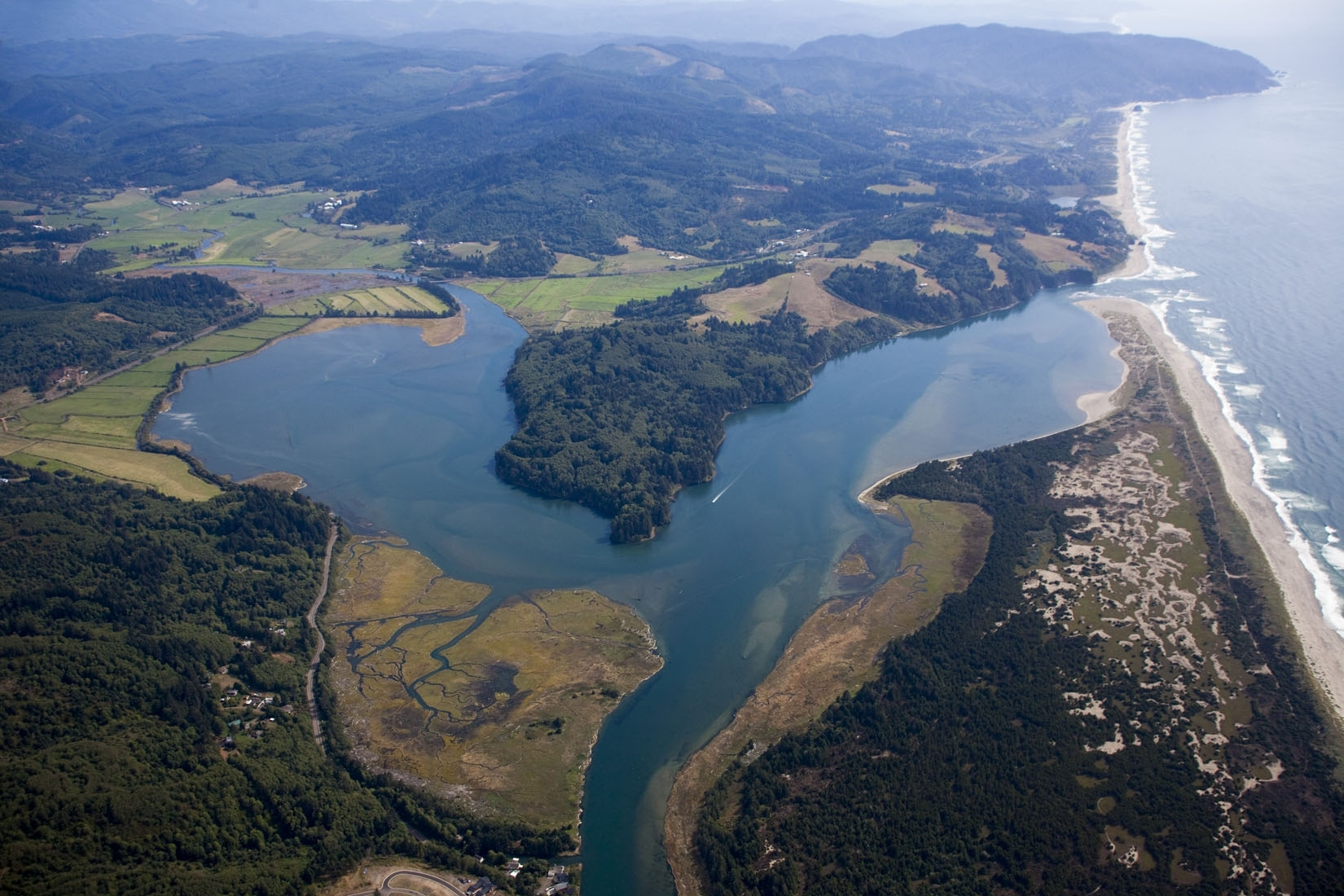
北から見たネストゥッカ湾

座標: 北緯45度10分00秒 西経123度58分01秒 / 北緯45.1667度 西経123.967度
ネストゥッカ湾（英: Nestucca Bay）は、アメリカ合衆国オレゴン州北西部に位置する太平洋に面したS字型の小さな湾。ティラムック郡南西部のパシフィックシティ近郊、ルックアウト岬の19 km (12 mi)南方に位置する。ネストゥッカ川およびリトルネストゥッカ川が湾の東側より注ぎ込んでいる。